# Gero Dolezalek
Gero Rudolf Dolezalek (* 18. Januar 1943 in Posen) ist ein deutscher Rechtswissenschaftler, der zuletzt an der Universität Aberdeen lehrte.

## Leben
Dolezalek studierte Geschichte und Rechtswissenschaft in Kiel, Florenz, Modena und Frankfurt am Main. 1967 wurde er mit einer Arbeit zum Imbreviaturbuch des erzbischöflichen Gerichtsnotars Hubaldus aus Pisa zum Dr. iur. promoviert.
Ab 1971 war Dolezalek Wissenschaftlicher Mitarbeiter am Max-Planck-Institut für europäische Rechtsgeschichte in Frankfurt am Main. Neben seiner Tätigkeit am Max-Planck-Institut war er ab 1985 Professor an der Universität Nijmegen. 1989 verließ er das Institut, um an der Universität Kapstadt den „William P Schreiner Chair of Roman and Comparative Law“ (Lehrstuhl) zu übernehmen.
Nach einer Vertretung an der Universität München wechselte Dolezalek zum Wintersemester 1996 an die Universität Leipzig, wo er zunächst eine C3-, ab 1998 eine C4-Professur für Bürgerliches Recht, Römisches Recht mit Schwerpunkt Gemeines Recht und kirchliche Rechtsgeschichte innehatte. Vor Erreichen der dienstrechtlichen Altersgrenze nahm er 2006 einen Ruf an die Universität Aberdeen an, wo er bis September 2009 als Professor of Civil Law tätig war.

## Schriften (Auswahl)
- Das Imbreviaturbuch des erzbischöflichen Gerichtsnotars Hubaldus aus Pisa: Mai bis August 1230. Böhlau, Köln/Wien 1969.
- Repertorium manuscriptorum veterum Codicis Iustiniani. 2 Halbbände, Klostermann, Frankfurt am Main 1985.
- Finanzen, Vermögen, Haushalt. Kirchenrecht der Evangelisch-Lutherischen Landeskirche Sachsens. 1999.
- Dienstrecht der Mitarbeiter. Kirchenrecht der Evangelisch-Lutherischen Landeskirche Sachsens. 1999.
- Rechtsprechung der Sacra Romana Rota, unter besonderer Berücksichtigung der Rotamanualien des Basler Konzils. In: Martin Bertram (Hrsg.): Stagnation oder Fortbildung? Aspekte des allgemeinen Kirchenrechts im 14. und 15. Jahrhundert (= Bibliothek des Deutschen Historischen Instituts in Rom. Bd. 108). Niemeyer, Tübingen 2005, ISBN 3-484-82108-6, S. 133–157.